# Тверски район
Тверски район е административен район на Централен окръг в Москва.